# Henryk Bobiński
Henryk Bobiński (1. února 1861 Varšava Polsko – 24. dubna 1914 tamtéž) byl ukrajinský a polský klavírista a hudební skladatel.

## Život
Studoval na Hudebním institutu ve Varšavě hru na klavír a kompozici. Jeho učitelem skladby byl Zygmunt Noskowski. Absolvoval v roce 1879. Stal se učitelem klavíru Towarzystwa Muzycznego v Krakově. Vedle pedagogické práce koncertoval v řadě polských měst. Pak odešel do Vídně , aby pod vedením Theodora Leszetyckého dokončil své vzdělání. Kompozici studoval také v Moskvě a krátkou dobu pedagogicky působil v Oděse, pak v Kyjevě (1893-1914). Po roce 1893 se věnoval převážně koncertní činnosti. Vystupoval ve Varšavě, v Kyjevě a ve Vídni. V letech 1893-1913 učil na Kyjevské hudební škole (Kyjevská městská hudební akademie Reinholda Gliera), v letech 1913-1914 byl profesorem na Kyjevské konzervatoři (Ukrajinská národní hudební akademie Petera Čajkovského). V roce 1914 vážně onemocněl a 24. května ve Varšavě zemřel ve věku 53 let.

## Dílo
- Valse-Fantaisie op. 1
- Nocturne op. 3
- Legenda op. 4
- Deux morceaux op. 5
- Koncert fortepianowy e-moll op. 8
- Koncert fortepianowy a-moll op. 12
- Etudy op. 14
- Andante doloroso op. 15
- Serenada op. 17 /1
- Conzonetta op. 17/2
- Uwertura symfoniczna
- Wariacje (pro smyčcový kvartet)
- Je t'aime (transkripce písně Edvarda Griega)
- Mélodie i Moment musical
- Preludia
- Pensée á la mémoire d'un grand artiste